# Mouvement des forces d'avenir
Le Mouvement des forces d'avenir est un parti politique de Côte d'Ivoire fondé et dirigé par Anaky Kobéna. En 2014, le MFA est  sorti du Rassemblement des houphouëtistes pour la démocratie et la paix (RHDP), la coalition au pouvoir.
Le MFA a pour président Anaky Kobéna nonobstant les dissidences orchestrées en son sein par le RHDP.
Il a été représenté dans le gouvernement Soro I par Philippe Legré Dakpa, ministre des Sports et Loisirs, Fatoumata Bamba, ministre de la Reconstruction et de la Réinsertion, puis par Azoumana Moutaye comme ministre de la Culture et de la Francophonie dans le gouvernement Soro II et de nouveau comme ministre de l'entrepreneuriat national, de la promotion des PME et de l'artisanat, dans le gouvernement Kablan Duncan ll depuis le 13 mai 2015. 
Le MFA a eu 3 députés depuis sa création.